# داریو اسمویه
داریو اسمویه (کرواتی: Dario Smoje; زادهٔ ۱۹ سپتامبر ۱۹۷۸) بازیکن فوتبال اهل کرواسی است. از باشگاه‌هایی که در آن بازی کرده‌است می‌توان به دینامو زاگرب، آ.ث. میلان و خنت اشاره کرد. وی همچنین در تیم ملی فوتبال کرواسی بازی کرده است.